# Motorway M8

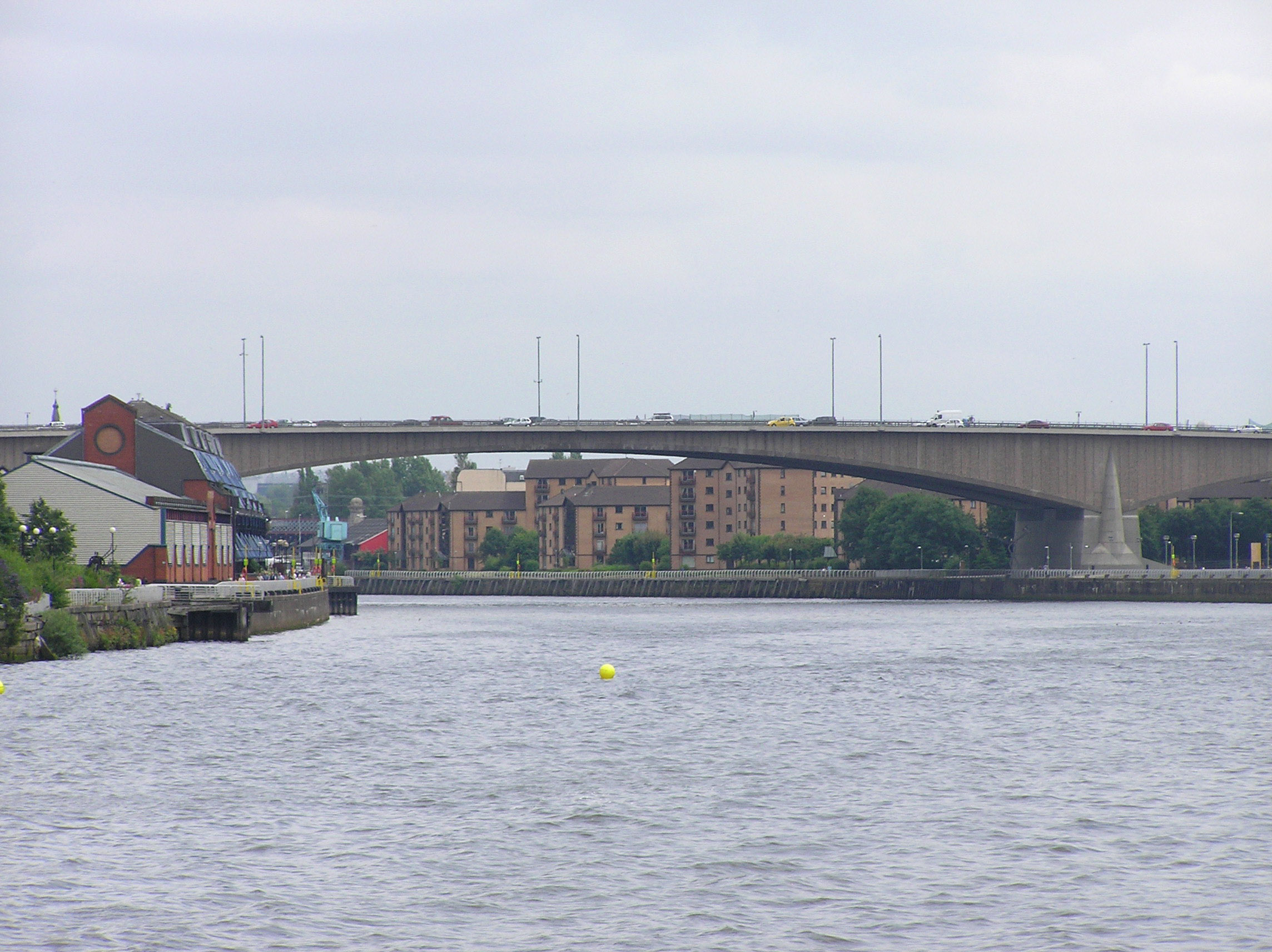
L'autostrada M8 attraversa il Clyde a Glasgow

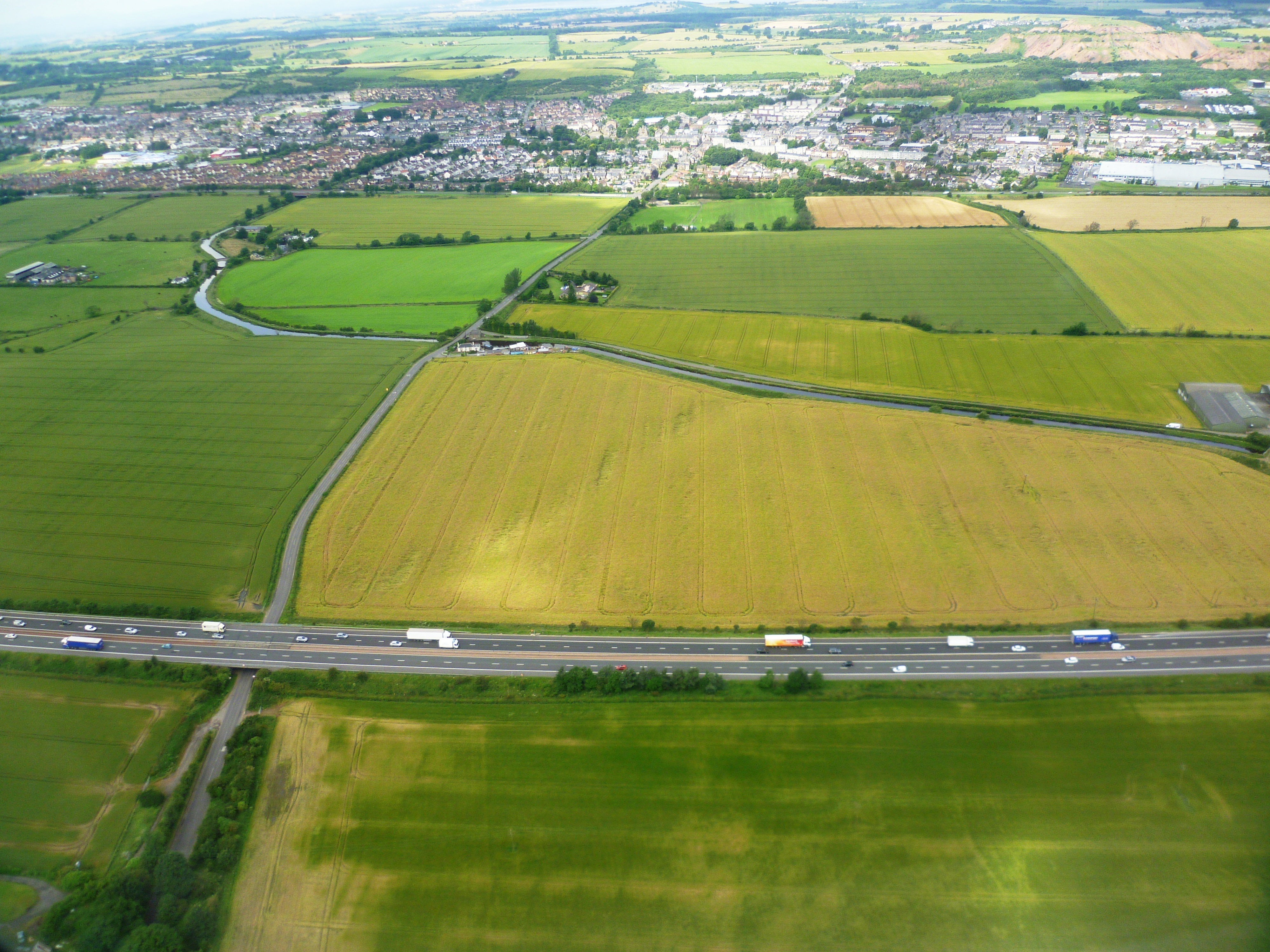
La M8 a sud di Broxburn

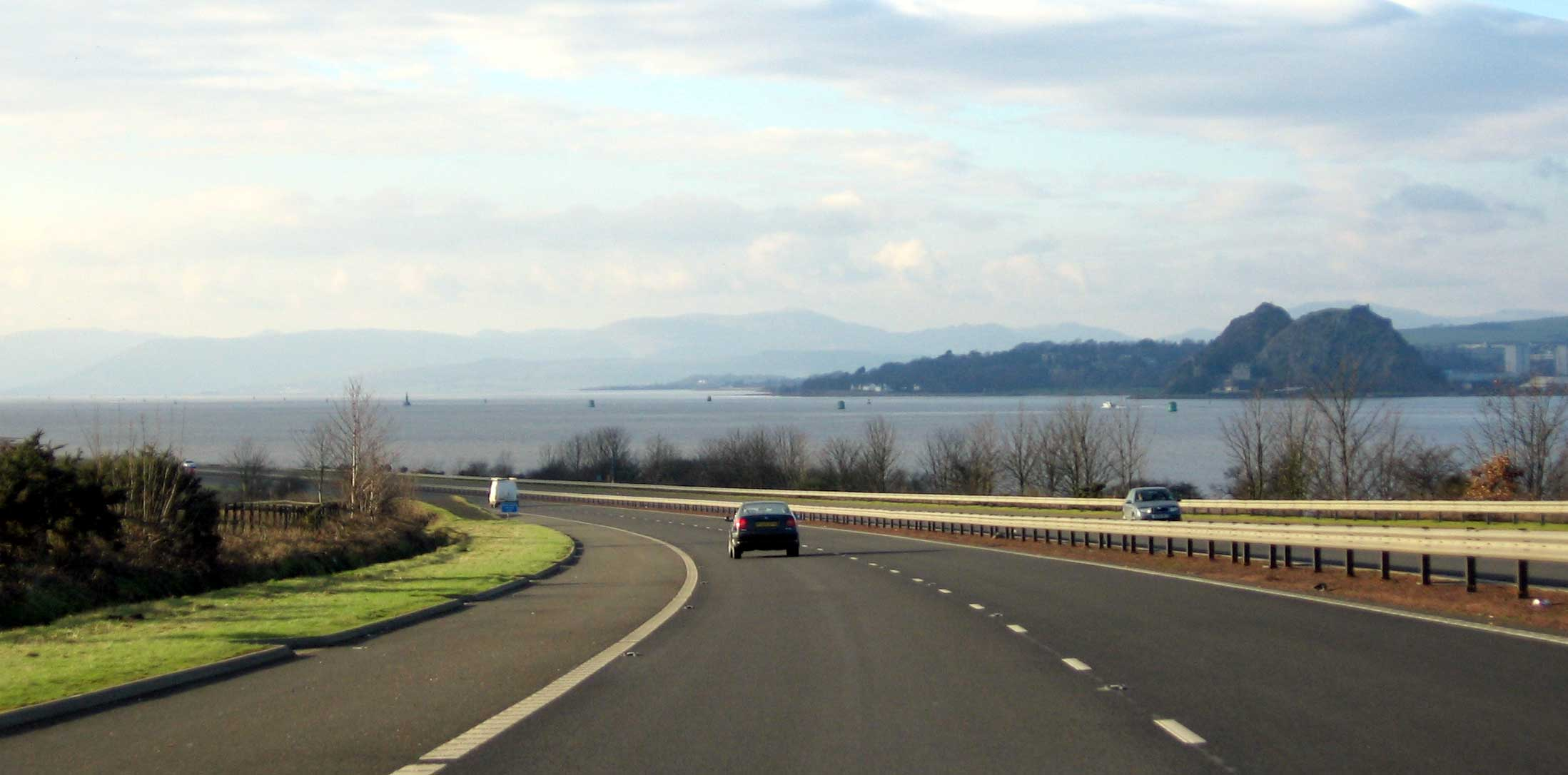
La M8 che corre parallela al Clyde

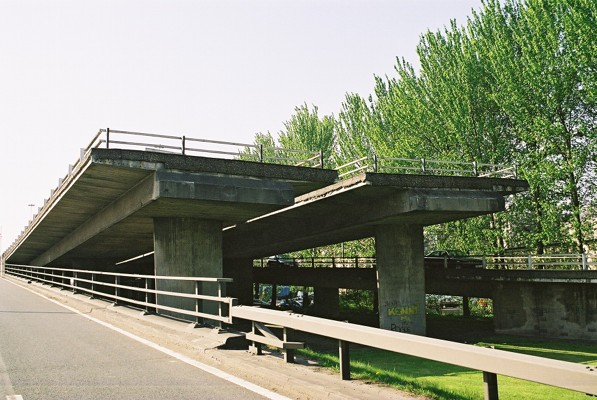
Questo troncone nell'area di Tradeston, popolarmente noto come la "rampa per il cielo", è l'interscambio abbandonato con il lato meridionale della Glasgow Inner Ring Road

L'autostrada M8 (in inglese M8 motorway e in gaelico scozzese M8 mòr-rathad) è un'autostrada britannica che collega Edimburgo a Langbank, attraversando da est a ovest la Cintura centrale scozzese, passando per Glasgow, Paisley, Livingston, Coatbridge e Greenock. Lunga 97 km, l'autostrada M8 è la più utilizzata della Scozia, nonché una delle più utilizzate del Regno Unito.

## Storia
Con l'avvento del periodo di costruzione delle autostrade nel Regno Unito verso la fine degli anni cinquanta del XX secolo, la M8 fu progettata come una delle più importanti tra le nuove autostrade, in modo da sostituire la strada A8 come alternativa ad alta capacità per i viaggi fuori città. L'autostrada fu costruita in modo frammentario in diversi stadi, aggirando le città a partire dal 1965 con l'apertura da parte del Segretario di Stato per la Scozia George Willis del tratto di Harthill. Nel 1968 fu aperto il Renfrew Bypass e la A8(M) divenne parte della M8 quando l'autostrada fu ad essa collegata a ovest. La parte interna alla città di Glasgow fu costruita tra il 1968 ed il 1972, utilizzando un progetto definito alla fine della seconda guerra mondiale, che mirava a mettere in campo una serie di opere per rilanciare la città. Il progetto evolvette in quella che sarebbe divenuta la Glasgow Inner Ring Road, un'autostrada che avrebbe circondato il centro cittadino, collegata al Renfrew Bypass al margine sud-occidentale e all'autostrada Monkland (costruita sull'ex percorso del Monkland Canal) verso Edimburgo al margine nord-orientale. Insieme, queste tre sezioni di autostrada costituiscono l'attuale M8.
Gran parte dell'autostrada fu completa nel 1980; da allora, le uniche aggiunte sono state un nuovo interscambio con la M80 nel 1992 e un'estensione orientale di 6,4 chilometri da Newbridge all'allora nuovo Edinburgh City Bypass nel 1995, e un nuovo interscambio presso il Kingston Bridge a Glasgow che la collega alla nuova estensione della M74 nel 2011.

Nell'ambito del programma del Governo scozzese “M8 M73 M74 Motorway Improvements”, iniziato all'inizio del 2015, è stata costruita la sezione ancora incompiuta tra Baillieston e Newhouse, insieme ad altri importanti miglioramenti che hanno migliorato la connettività con la rete stradale locale, la M73 e la M74. Questa nuova sezione è stata completamente inaugurata il 30 aprile 2017.
Il 6 dicembre 2019 è stato riaperto lo svincolo di Southbar per facilitare la rigenerazione dell'area di Bishopton, precedentemente chiuso negli anni settanta del XX secolo.

## L'autostrada oggi
Partendo dall'Edinburgh City Bypass, la strada si dirige verso ovest verso l'incrocio con la M9 verso il Forth Road Bridge, passando per la parte settentrionale di Livingston e a sud di Bathgate. Continua attraverso la Cintura centrale scozzese prima di terminare a Newhouse. La sezione successiva, in origine designata come Monkland Motorway, inizia al confine della città di Glasgow allo svincolo per la M73 (il principale punto di interscambio per tutti i percorsi verso sud, attraverso la M74), prima di passare attraverso i quartieri di Barlanark, Riddrie, Dennistoun e Townhead (seguendo il percorso del Monkland Canal abbandonato), dirigendosi verso il centro cittadino. La parte centrale, l'incompleto Glasgow Inner Ring Road, contiene diversi svincoli che portano verso le comunità locali quali Cowcaddens, Garnethill, Kelvingrove e Anderston. Attraversa poi il fiume Clyde sul Kingston Bridge, e si dirige verso ovest attraverso Kinning Park, Bellahouston e Hillington prima di lasciare Glasgow. Verso ovest, passa per Renfrew e Paisley, portando il traffico direttamente oltre quella che era la pista principale dell'aeroporto di Renfrew, prima dello svincolo per l'aeroporto di Glasgow. Passa a sud di Erskine e termina a Langbank, circa 16 km ad est di Greenock.
La M8 comprende nominalmente alcune sezioni delle strade europee, in particolare la E05 (Langbank-Baillieston) e la E16 (Newhouse-Edimburgo), anche se nessuna delle due è segnalata, come tutte le altre strade europee nel Regno Unito.

## Tabella percorso
|                                | |    |  |  |  |
| Tipo                           | Indicazione | km |  |  |  |
|                                | Edinburgh City Bypass, Edimburgo                                                                                          | 0  |  |  |  |
|                                | Stirling Forth Road Bridge ()                                                                                             |    |  |  |  |
|                                | Livingston |    |  |  |  |
|                                | Bathgate, Livingston ovest                                                                                                |    |  |  |  |
|                                | Bathgate, Whitburn, Falkirk                                                                                               |    |  |  |  |
|                                | Heartlands, Whitburn |    |  |  |  |
|                                | Area di servizio "Heart of Scotland (Harthill)"                                                                           |    |  |  |  |
|                                | Shotts, Harthill |    |  |  |  |
|                                | Eurocentral, Coatbridge, Motherwell, Airdrie solo entrata in direzione Edinburgo, solo uscita in direzione Langbank       |    |  |  |  |
|                                | Lanark, Wishaw, Motherwell, Airdrie solo entrata in direzione Langbank, solo uscita in direzione Edinburgo                |    |  |  |  |
|                                | Eurocentral solo entrata in direzione Langbank, solo uscita in direzione Edinburgo                                        |    |  |  |  |
|                                | Carlisle (), East Kilbride, Bellshill solo entrata in direzione Edinburgo, solo uscita in direzione Langbank              |    |  |  |  |
|                                | Carlisle, Glasgow sud, Glasgow ()                                                                                         |    |  |  |  |
| Stirling, Kincardine Bridge () | |    |  |  |  |
|                                | Baillieston, Springhill solo entrata in direzione Langbank, solo uscita in direzione Edinburgo                            |    |  |  |  |
|                                | Easterhouse, Barlanark |    |  |  |  |
|                                | Garthamlock, Queenslie |    |  |  |  |
|                                | Riddrie, Stepps |    |  |  |  |
|                                | da e per Edinburgo: Blochairn, Parkhead da e per Langbank: Stirling, Kincardine Bridge                                    |    |  |  |  |
|                                | Blochairn, Dennistoun solo entrata in direzione Langbank, solo uscita in direzione Edinburgo                              |    |  |  |  |
|                                | Glasgow cattedrale, Glasgow Cross, Kirkintilloch                                                                          |    |  |  |  |
| Springburn                     | |    |  |  |  |
|                                | Aberfoyle (), George Square solo entrata in direzione Edinburgo, solo uscita in direzione Langbank                        |    |  |  |  |
|                                | Dumbarton |    |  |  |  |
|                                | da e per Edinburgo: · Kelvingrove, Charing Cross · da e per Langbank: · Anderston, Charing Cross, Glasgow                 |    |  |  |  |
|                                | Clydebank, S.E.C.C. |    |  |  |  |
|                                | East Kilbride () solo entrata in direzione Edinburgo, solo uscita in direzione Langbank                                   |    |  |  |  |
|                                | Carlisle, Kilmarnock (), Tradeston () solo uscita in direzione Edinburgo                                                  |    |  |  |  |
|                                | Kilmarnock, Prestwick solo uscita in direzione Langbank                                                                   |    |  |  |  |
|                                | Ibrox solo entrata in direzione Edinburgo, solo uscita in direzione Langbank (l'uscita è raggiungibile dallo svincolo 21) |    |  |  |  |
|                                | Govan |    |  |  |  |
|                                | Clyde Tunnel Queen Elizabeth University Hospital e Royal Hospital for Children                                            |    |  |  |  |
| A                              | Braehead solo entrata in direzione Langbank, solo uscita in direzione Edinburgo                                           |    |  |  |  |
|                                | da e per Edinburgo: Hillington, Braehead da e per Langbank: Renfrew, Hillington                                           |    |  |  |  |
|                                | Paisley, Renfrew |    |  |  |  |
|                                | Glasgow solo entrata in direzione Edinburgo, solo uscita in direzione Langbank                                            |    |  |  |  |
|                                | Irvine solo entrata in direzione Edinburgo, solo uscita in direzione Langbank                                             |    |  |  |  |
|                                | da e per Edinburgo: Glasgow , Paisley, Irvine da e per Langbank: Paisley                                                  |    |  |  |  |
| A                              | Bishopton solo entrata in direzione Edinburgo, solo uscita in direzione Langbank                                          |    |  |  |  |
|                                | Erskine, Erskine Bridge ()                                                                                                |    |  |  |  |
|                                | Bishopton |    |  |  |  |
|                                | Greenock |    |  |  |  |